# Kalt (Roman)
Kalt ist der fünfzehnte James-Bond-Roman, der nicht von Ian Fleming geschrieben wurde. Nach Flemings Tod 1964 wurden andere Autoren von der Ian Fleming Publications Limited beauftragt, die James-Bond-Romanreihe fortzuführen. Der Roman wurde am 11. Dezember 2023 in deutscher Erstveröffentlichung vom Cross Cult Verlag publiziert.

## Inhalt
Der Roman ist in zwei wesentliche Kapitel aufgeteilt. Der erste Teil heißt „Kalte Front“ und der zweite Teil Titel „Kalte Verschwörung“. Die Geschichte beginnt mit dem Absturz einer Boeing 747-400 auf dem Dulles International Airport in Fairfax und Loudoun County, Virginia, in der Nähe von Washington, D.C., und dem scheinbaren Tod von Bonds Freundin und Geliebter, der Principessa Sukie Tempesta. Bond wird daraufhin von M mit einem Ermittlungsteam zum Flughafen geschickt, was zu einem Treffen mit dem FBI-Agenten Eddie Rhabb führt.
Die Haupthandlung spielt in Italien im Haus der Tempesta-Brüder Luigi und Angelo, wo Bond mit einer der Ehefrauen der Brüder auf frischer Tat ertappt wird. Wie James später gegenüber M erklärt, hat die Dame die Avancen gemacht. Der Feind der Geschichte ist eine Terrorarmee namens COLD, was für Children Of The Last Days steht.

## Ausgaben
Der Roman Cold von dem Schriftsteller John Gardner erschien bereits im Mai 1996 in Großbritannien. Die Erstveröffentlichung in Deutschland fand am 11. Dezember 2023 beim Cross Cult Verlag statt. Der Roman Cold ist der letzte der vierzehn James-Bond-Romane von John Gardner.

## Weiteres
John Gardner schrieb 1989 den Roman: Lizenz zum Töten zum gleichnamigen James-Bond-Film mit Timothy Dalton als James Bond und 1995 schrieb Gardner den Roman: GoldenEye zum gleichnamigen Film mit Pierce Brosnan als James Bond. Das Buch wurde 1996 vom Heyne Verlag in Deutschland veröffentlicht. Der Verlag Cross Cult wird 2024 eine neue Übersetzung des Buches veröffentlichen. Es sei das letzte Buch aus dem Lizenzpaket, was man vor einigen Jahren kaufte, so Cross Cult.